# 정광섭
정광섭(鄭光燮, 1985년 4월 6일 ~ )은 전 KBO 리그 야구 선수의 포수이다.

## 출신학교
- 경주고등학교

## 등번호
- 12번